# Tomás Padrón
Tomás Padrón Hernández (El Pinar de El Hierro, España, 21 de octubre de 1945) es un político e ingeniero técnico industrial español, actual presidente de la Agrupación Herreña Independiente (AHI). Se desempeñó como el primer presidente del Cabildo Insular de El Hierro entre 1979 y 1991, y posteriormente volvió a ocupar el cargo de 1995 a 2011. También fue diputado del Parlamento de Canarias desde 1987 hasta 1995.